# Trou (revue d'art)
Pour les articles homonymes, voir Trou.
 (octobre 2024).
Trou est une revue d’art éditée à Moutier, dans la partie francophone du canton de Berne, en Suisse, de 1979 à 2012.

## Histoire
La revue est fondée en 1979,. Jusqu'en 2000 paraissent 11 numéros. Dès 2002, elle paraît une fois par année. À l’origine, la revue était publiée par les Éditions de la Prévôté, à Moutier. À la suite de la disparition de cette maison d’édition, l'association « Trou revue d'art » a été créée, à Moutier, pour assurer la pérennité de la revue. Le comité de rédaction est formé de sept membres, dont quatre membres fondateurs. La revue est multidisciplinaire, elle met à disposition des artistes un certain nombre de pages, sans aucun commentaire ni critique sur leur travail.
Pour chaque numéro, la rédaction propose à des créateurs issus de toutes les disciplines artistiques des pages dont ils disposent librement. Ainsi, le peintre ou sculpteur peut parfois se livrer au jeu de l'écriture et l'écrivain à celui du dessin. Architectes, compositeurs, photographes, cinéastes ont également collaboré avec la revue.
La collection contient vingt numéros ; L'édition de tête, limitée à cent exemplaires, contient trois ou quatre estampes numérotées et signées. 101 artistes ont collaboré avec un travail spécialement créé pour la revue, sinon inédit. À part les collectionneurs privés, de nombreuses bibliothèques en Suisse, en France et en Belgique possèdent toute la collection, dont certaines la collection complète en édition de tête.
La collection forme un miroir de la création contemporaine.

## Prix et distinctions
- 1986 : prix du mérite du canton de Berne
- 1987 : prix de la Ville de Moutier
- 2006 : l'Association « Trou revue d'art » est lauréate du prix interjurassien de l'Assemblée interjurassienne.